# Криптосистема Сидельникова
Криптосистема Сидельникова (Мак-Элиса—Сидельникова) — криптографическая система с открытым ключом, основанная на криптосистеме McEliece. Была предложена математиком, академиком Академии криптографии РФ Владимиром Михайловичем Сидельниковым в 1994 году. Сидельников предложил данную криптосистему, поскольку для системы McEliece к тому времени уже были найдены алгоритмы, взламывающие её за полиномиальное, либо субэкспоненциальное время работы.
Алгоритм, используемый в криптосистеме Сидельникова, основан на сложности декодирования кода Рида-Маллера. Порождающая матрица такого кода имеет размеры {\displaystyle k\times n,} где
{\displaystyle k=\sum _{k=0}^{r}C_{m}^{k},n=2^{m}}
При использовании кода Рида-Маллера можно выбирать ключи меньшего размера, чем в криптосистеме McEliece; а также добиться высокой скорости расшифровки, так как для данного кода существуют быстрые алгоритмы декодирования. Более того, криптосистема Сидельникова, как и любая система, построенная на линейных кодах, не является уязвимой для атак, которые станут возможны с появлением квантового компьютера.
Реального применения данная криптосистема не нашла, так как, несмотря на некоторые улучшения по сравнению с системой McEliece, была взломана в 2007 году.
В некоторых источниках упоминается как криптосистема Мак-Элиса—Сидельникова.

## Генерация ключа
Система Сидельникова, как и все асимметричные криптосистемы, использует открытый и закрытый ключи. Открытый ключ используется для шифрования сообщений и не является секретным. Закрытый ключ используется для расшифровки и должен быть известен только стороне, которой предназначаются зашифрованные сообщения. Задача владельца закрытого ключа заключается в том, чтобы замаскировать порождающую матрицу {\displaystyle G}, зная которую, криптоаналитик сумеет восстановить исходное сообщение. Для этих целей используются матрицы {\displaystyle P} и {\displaystyle A}, описанные далее в алгоритме. Вычисления всюду происходят в {\displaystyle k}-мерном подпространстве пространства {\displaystyle \mathbb {F} _{2}^{n}}.
Процесс генерации ключей происходит следующим образом:
1. Выбирается код Рида-Маллера с определёнными параметрами {\displaystyle r} и {\displaystyle m} (где {\displaystyle r} - порядок кода, а {\displaystyle 2^{m}} - длина кодового слова).
2. Генерируется случайная {\displaystyle n\times n} перестановочная матрица {\displaystyle P}.
3. Генерируется случайная невырожденная {\displaystyle k\times k} матрица {\displaystyle A}.
4. Вычисляется матрица {\displaystyle E=AGP}.
5. Матрица {\displaystyle E} и число исправляемых кодом ошибок {\displaystyle t} образуют открытый ключ, а матрицы {\displaystyle (A,G,P)} — закрытый ключ криптосистемы.

## Шифрование
Для кодирования при помощи линейных кодов (в частности, при помощи кода Рида-Маллера), необходимо представить информационное сообщение {\displaystyle m} в виде последовательности из {\displaystyle 0} и {\displaystyle 1}. Эта битовая последовательность шифруется следующим образом:
1. Вычисляется вспомогательный вектор {\displaystyle \mathbf {a} =mE}.
2. Случайным образом генерируется вектор ошибок {\displaystyle \mathbf {e} } размерности {\displaystyle n}, содержащий единицы не более чем в {\displaystyle t=2^{m-r-1}-1} разрядах.
3. Передаваемый шифртекст вычисляется путём сложения ранее вычисленных векторов {\displaystyle \mathbf {b} =\mathbf {a} +\mathbf {e} }.

## Расшифрование
Шифртекст, полученный по общедоступному каналу, представляет собой вектор {\displaystyle \mathbf {b} =mE+\mathbf {e} }, где {\displaystyle m} - информационное сообщение. Для расшифровки криптограммы:
1. Вычисляется вектор {\displaystyle \mathbf {b} '=\mathbf {b} P^{-1}}, являющийся вектором кода Рида-Маллера с порождающей матрицей {\displaystyle G}, искаженный не более, чем в {\displaystyle t} разрядах. Строго говоря, вектор ошибок {\displaystyle \mathbf {e} } при таком подходе также умножается на матрицу {\displaystyle P^{-1}}, но для алгоритма декодирования это не имеет значения, так как его вес при перестановках, очевидно, остается прежним.
2. С помощью какого-либо алгоритма декодирования кода Рида-Маллера находится вектор {\displaystyle \mathbf {a} '}, удовлетворяющий условию {\displaystyle \mathbf {b} '=\mathbf {a} 'G+\mathbf {e} }.
3. Вычисляется информационное сообщение {\displaystyle m=\mathbf {a} 'A^{-1}}.

## Атака на криптосистему
Сидельников в одной из своих статей показал несостоятельность криптосистемы McEliece на основе кодов Рида-Соломона, найдя способ взлома такой системы за полиномиальное время. В связи с этим, а также, желая устранить некоторые недостатки системы McEliece, Сидельников предложил и описал криптосистему, построенную на кодах Рида-Маллера.
Несмотря на то что Сидельников считал свою криптосистему надежной, в 2007 году криптографы Л. Миндер и А. Шокроллахи изобрели весьма оригинальный способ взломать систему Сидельникова. В основе метода лежало утверждение о том, что {\displaystyle RM(0,m)\subset RM(1,m)\subset \ldots \subset RM(m,m)} для любого {\displaystyle m} (здесь мы подходим к коду, как к линейному пространству, натянутому на базис из кодовых векторов).
Обозначим за {\displaystyle RM(r,m)^{\delta }} код Рида-Маллера после применения к нему оператора перестановки. Тогда, найдя каким-либо способом перестановочную матрицу, которая использовалась при генерации закрытого ключа, можно, вычислив матрицу {\displaystyle P^{-1}} (это получится сделать, так как для любой перестановочной матрицы существует обратная), найти матрицу {\displaystyle G^{*}=AG}; поскольку открытым ключом в системе Сидельникова является матрица {\displaystyle AGP}, умножив которую на {\displaystyle P^{-1}}, можно найти {\displaystyle G^{*}}.
Остается лишь вычислить матрицу {\displaystyle A}. Для решения данной задачи матрицы {\displaystyle G^{*}} и {\displaystyle E} записываются рядом, и с помощью линейных преобразований строк матрица {\displaystyle G^{*}} приводится к матрице {\displaystyle G}, которая для данного кода Рида-Маллера заранее известна. В итоге имеется цепочка преобразований {\displaystyle (G^{*}|E)\rightarrow (G|A^{-1})}, что следует из элементарых сведений о линейной алгебре. Вообще говоря, матрицу {\displaystyle A} можно и не искать, так как достаточно легко показать, что матрицы {\displaystyle AG} и {\displaystyle G} порождают один и тот же код Рида-Маллера.

### Сущность атаки
Миндер и Шокроллахи в своей статье предложили следующий способ поиска перестановочной матрицы:
1. Ищутся кодовые векторы кода {\displaystyle RM(r,m)^{\delta }}, которые с очень большой вероятностью принадлежат коду {\displaystyle RM(r-1,m)^{\delta }}. Находится достаточное количество таких векторов, чтобы построить базис пространства {\displaystyle RM(r-1,m)^{\delta }}. Поиск базируется на утверждении о том, что код Рида-Маллера порядка {\displaystyle r} является подпространством того же кода порядка {\displaystyle r-1}, а также на свойствах кодовых векторов с минимальным весом.
2. Повторяется шаг 1 до получения кода {\displaystyle RM(1,m)^{\delta }}.
3. Переставляя определённым образом столбцы {\displaystyle RM(1,m)^{\delta }}, возможно отыскать исходный код {\displaystyle RM(1,m)} с вероятностью более {\displaystyle 1/2} (потребуется максимум 2 итерации для получения положительного результата)[2]. Иными словами, возможно найти оператор перестановки, использовавшийся для генерации закрытого ключа.

### Временные оценки алгоритма взлома
При временном анализе алгоритма за входной параметр принимается число {\displaystyle n=2^{m}}, являющееся размерностью кодового слова. Порядок кода {\displaystyle r} полагается малым в сравнении с {\displaystyle m}, так как код Рида-Маллера при больших порядках достаточно бесполезен в плане практического применения (в частности, число исправляемых им ошибок при увеличении {\displaystyle r}, становится очень мало). Наиболее вычислительно сложной частью всего алгоритма является поиск кодовых слов с минимальным весом, так как все остальные операции выполняются за заведомо полиномиальное время.
Асимптотическая оценка сложности алгоритма: {\displaystyle O(poly(n))\cdot e^{O(poly(log(n)))}}. Для больших порядков кода {\displaystyle r} задача становится вычислительно сложной, так как существенно возрастает время, затрачиваемое на поиск кодовых слов с минимальным весом.

#### Экспериментальное время работы
Миндером и Шокроллахи была проведена серия экспериментов на компьютере с тактовой частотой 2,4 Ггц. Результаты можно видеть в таблице:
|                               | {\displaystyle r=2}       | {\displaystyle r=3}        | {\displaystyle r=4}        |
| {\displaystyle m=5~(n=32)}    | {\displaystyle <0{,}01c}  |                            |                            |
| {\displaystyle m=6~(n=64)}    | {\displaystyle <0{,}01c}  |                            |                            |
| {\displaystyle m=7~(n=128)}   | {\displaystyle 0{,}02c}   | {\displaystyle 5{,}261c}   |                            |
| {\displaystyle m=8~(n=256)}   | {\displaystyle 0{,}081c}  | {\displaystyle 2{,}059c}   |                            |
| {\displaystyle m=9~(n=512)}   | {\displaystyle 0{,}0448c} | {\displaystyle 3{,}462c}   | {\displaystyle 176{,}914c} |
| {\displaystyle m=10~(n=1024)} | {\displaystyle 2{,}46c}   | {\displaystyle 26{,}6c}    | {\displaystyle 82197{,}4c} |
| {\displaystyle m=11~(n=2048)} | {\displaystyle 18{,}34c}  | {\displaystyle 1192{,}71c} | {\displaystyle -}          |
| ----------------------------- | ------------------------- | -------------------------- | -------------------------- |

Время работы при {\displaystyle r=3,m=7} является результатом погрешности в реализации алгоритма.

## Обобщенная система Сидельникова
Сидельников также предложил усиленный вариант своей криптосистемы с использованием {\displaystyle u} порождающих матриц. Иными словами, публичный ключ в такой системе рассчитывается как {\displaystyle |AG_{1},AG_{2}\ldots ,AG_{u}|P}, где первый множитель - составная матрица размером {\displaystyle un\times k}.
Миндер и Шокроллахи в своей статье показали, что взлом усовершенствованной таким образом криптосистемы по сложности не отличается от взлома криптосистемы с единственной порождающией матрицей, так как разбиение кода на блоки оказывается весьма простой задачей.